# Potentilla venusta
Potentilla venusta är en rosväxtart som beskrevs av J. Soják. Potentilla venusta ingår i Fingerörtssläktet som ingår i familjen rosväxter. Inga underarter finns listade i Catalogue of Life.